# 65 Broadway
65 Broadway, anteriormente American Express Building, es un edificio de oficinas en Broadway entre las calles Morris y Rector en el Distrito Financiero de Manhattan en Nueva York. La estructura de 21 pisos de hormigón y estructura de acero fue diseñada por James L. Aspinwall de la firma Renwick, Aspinwall & Tucker en estilo neoclásico. 65 Broadway se extiende hacia el occidente a través de una cuadra completa, hasta Trinity Place. Su característica más destacada es su planta de construcción en forma de H, con patios de luz ubicados entre sus alas.
La compañía de servicios financieros American Express había estado ubicada en el sitio de 65 Broadway desde 1874 y compró el lote en 1903. El edificio actual se construyó en 1916-1917. Fue la sede de American Express hasta 1974, y también contuvo las oficinas de otras firmas. Después de que American Express se mudó, 65 Broadway fue ocupada por American Bureau of Shipping y luego por Standard y Poor's; a 2019 , Chetrit Group es propietario del edificio. La Comisión de Preservación de Monumentos de la Ciudad de Nueva York designó el edificio como un monumento oficial de la Ciudad de Nueva York en 1995. También es una propiedad que contribuye al Distrito Histórico de Wall Street, un distrito del Registro Nacional de Lugares Históricos creado en 2007.

## Sitio
El edificio mide aproximadamente 42,4 m en Broadway y 23,2 m en Trinity Place, con una longitud de 64 m entre las dos calles. Las principales fachadas se encuentran en Broadway y Trinity Place. Los edificios cercanos incluyen el Empire Building y Trinity Church al norte, 1 Wall Street al oriente y el Adams Express Building al sur.
Hay entradas a las estaciones de metro de la ciudad de Nueva York justo afuera de las dos fachadas principales de 65 Broadway: dos escaleras a la estación de Wall Street en la línea IRT Lexington Avenue (trenes 4 y 5) se encuentran dentro del Empire Building, mientras que una entrada a la estación Rector Street en la línea BMT Broadway (N) se encuentra en Trinity Place, justo afuera de la entrada del edificio. Una entrada directa a la estación BMT de Rector Street se incluyó originalmente en los planos para 65 Broadway, y se construyó junto con el resto de la estructura, aunque no está claro si esa entrada se abrió. También existía una entrada a la estación elevada de Rector Street en la línea de la Sexta Avenida desde la parte trasera del primer piso.

## Diseño
65 Broadway fue diseñado por la firma Renwick, Aspinwall & Tucker (más tarde Renwick, Aspinwall y Russell), con James L. Aspinwall como arquitecto principal. El contratista principal fue Cauldwell-Wingate Company y varios proveedores proporcionaron los materiales individuales. El edificio también se llama a veces American Express Building o Standard y Poor's Building, aunque ambos nombres también pueden referirse a estructuras cercanas. 65 Broadway está certificado con los estándares de construcción ecológica descritos en Leadership in Energy and Environmental Design.
65 Broadway tiene 21 pisos y un sótano. El espacio interior se estima en 23 000 m² o 33 000 m². De esto, aproximadamente 4050 m² es un espacio comercial distribuido en el sótano, primer piso, entrepiso y segundo piso.

### Forma
65 Broadway tiene forma de "H", con dos patios de luces entre cada una de las dos alas de la "H". Un patio de luces mira hacia Broadway y la otra mira hacia el occidente hacia Trinity Place. Los patios de luces se utilizaron para maximizar la cantidad de espacio interior adyacente a una ventana y, por lo tanto, podría tener suficiente luz y aire. El diseño en "H" permitió que las canchas de luces se colocaran a lo largo de las dos fachadas principales. Por el contrario, un diseño en forma de "C", como se usó en edificios anteriores, solo habría permitido la colocación de la cancha de luces en un lado. 
Desde la entrada de Broadway, solía haber un vestíbulo. Este tenía dos pares de puertas giratorias en el lado izquierdo (sur) y derecho (norte). Esto condujo a un espacio comercial a la izquierda y un vestíbulo de ascensor, para los pisos superiores, a la derecha. El vestíbulo se eliminó en una renovación de 2015.

### Fachada

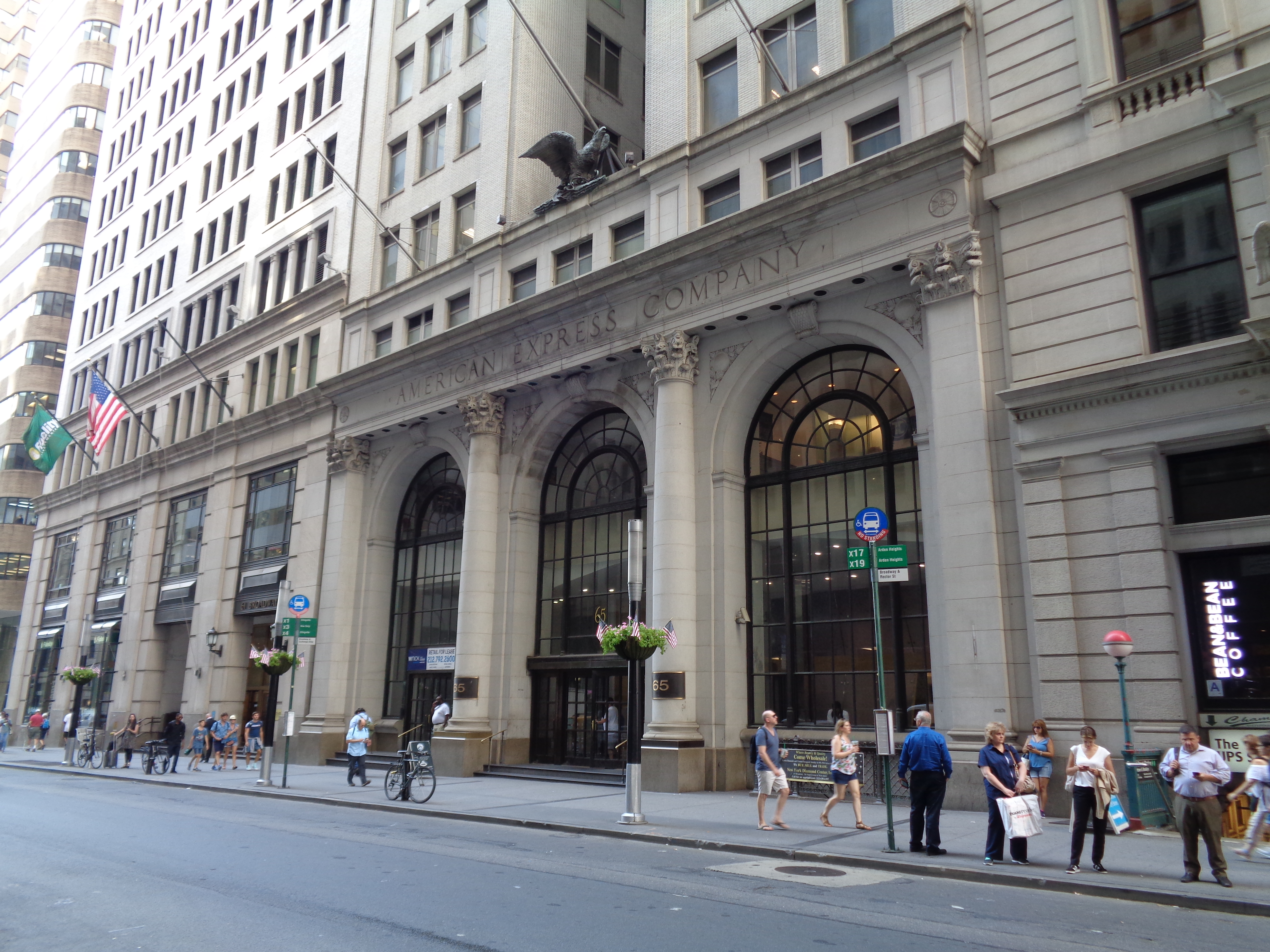
La fachada de Broadway de 65 Broadway

La fachada del 65 Broadway está dispuesta en tres secciones, que consisten en una "base" de tres pisos, un "eje" y un " capitel " de tres pisos en la parte superior, similar a los componentes de una columna. Esta era una configuración común para las fachadas de edificios que se estaban erigiendo a fines del siglo XIX y principios del XX. Las fachadas occidental y oriental se subdividen en tres tramos verticales.

#### Base
La fachada de la base es mayoritariamente de granito. En la fachada de Broadway hacia el oriente, la base consta del primer al tercer piso. Hay tres ventanas arqueadas de doble altura ubicadas dentro de una columnata con columnas corintias. Esto fue para darle al edificio un "efecto de frente de banco". El primer piso está a la misma altura que Broadway. En el primer piso, la entrada principal consistía en una puerta doble, con dos puertas simples, dentro del tramo central; esto se cambió más tarde a un par de puertas dobles en el tramo norte. Había otro juego de puertas dobles en el tramo sur, que conducía al espacio comercial. El entablamento, ubicado sobre el segundo piso, tiene una inscripción que inicialmente decía "American Express Company", pero luego se cambió a "J. J. Kenny Co., Inc.". El tercer piso, el piso más alto de la base, tiene ventanas rectangulares y está diseñado para proporcionar una "transición" entre los pisos más bajos y el resto del edificio. 
En la fachada occidental, en Trinity Place, el sótano está al mismo nivel que la calle, y la base consta del sótano, el primer y el segundo piso. El tercer piso en Trinity Place es parte de la sección de la torre, en lugar de la base. En el sótano, los tramos central y sur tienen muelles de carga. El tramo norte tiene un muelle de carga y tres puertas que conducen al interior del edificio. Sobre este, el primer y segundo piso hay grandes ventanales separados en paneles más pequeños, formando patrones similares a una cuadrícula. Las ventanas están separadas por pilastras de ladrillo. 

#### Pisos superiores
La "torre" del edificio se compone principalmente de terracota y ladrillo. Tiene 15 pisos de altura a lo largo de Broadway y 16 en Trinity Place; el piso más alto en la sección de la torre es el 18. La parte central está significativamente empotrada, mientras que las secciones exteriores se elevan directamente desde la base, creando un diseño en forma de H para estos pisos.
La parte superior de la fachada está compuesta de terracota y carece de la mayoría de adornos neoclásicos. Los pisos 20 y 21 forman una columnata de dos pisos. Los "puentes" arqueados en los pisos 20 y 21 conectan las alas de la "H", formando un diseño en forma de "8". Un águila grande, la insignia de American Express, se encuentra en el centro de cada uno de estos dos "puentes". Bajo los "puentes" hay arcos artesonados.

## Historia

### Contexto
American Express se inició como un negocio de correo urgente A fines del siglo XIX, obtuvo la mayor cantidad de sus ganancias moviendo moneda y objetos de valor. El primer edificio de American Express se construyó en Vesey Street, en la frontera norte del Distrito Financiero, en 1854; fue utilizado por los establos de la empresa. Cerca de allí, en Hudson Street en Tribeca, la compañía construyó una sede de estilo italiano de estilo palazzo que en ese momento se decía que era el edificio más grande de la ciudad de Nueva York. Otro establo se construyó en Hubert Street en 1866-1867, en las cercanías del depósito del ferrocarril de carga en St. John's Park.
En 1874, la sede de American Express se trasladó a un par de edificios de piedra rojiza de cinco pisos en 63-65 Broadway. Las estructuras fueron construidas para (y aún son propiedad de) la familia Harmony, que erigió los edificios a principios del siglo XIX para usarlos como almacenes de azúcar. Más tarde, Wells Fargo Express Company también ocupó espacio allí. En la década de 1880, la sede de Hudson Street fue demolida; fue reemplazado por una estructura diseñada por Edward H. Kendall en 1890–1891. American Express compró los edificios de Broadway a la familia Harmony en 1902. En ese momento, American Express era la segunda empresa de servicios financieros más grande de la ciudad de Nueva York. Se discutió la posibilidad de combinar 63-65 Broadway con una propiedad adyacente propiedad de Adams Express Company, ubicada en 61 Broadway, y erigir un edificio grande para las tres compañías. 

### Construcción

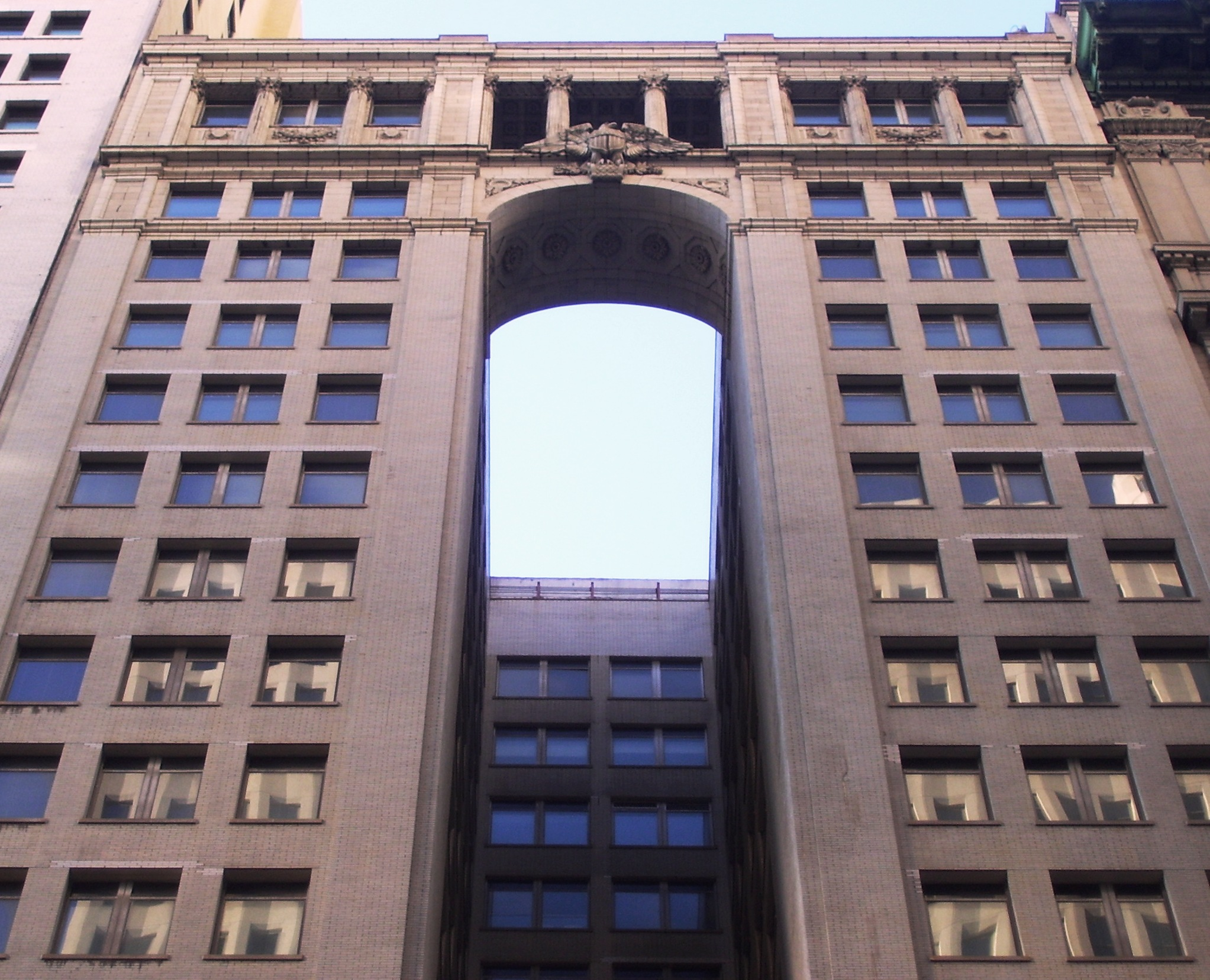
Parte superior de 65 Broadway, que muestra el patio de luces empotrado en el centro

Los planes para un nuevo edificio de la sede en 63-65 Broadway se anunciaron en marzo de 1914. El presidente de American Express, George Chadbourne Taylor, había ideado la idea de la nueva sede. The New York Times había descrito el par de casas de piedra rojiza como "uno de los monumentos antiguos" en la sección inferior de Broadway. Renwick, Aspinwall y Tucker crearon planos para un rascacielos de hormigón y acero de 32 pisos. El edificio albergaría todas las operaciones de la American Express Company, que en ese momento estaba dispersa entre cuatro ubicaciones. Sin embargo, este plan se descartó, probablemente debido a la Primera Guerra Mundial. Además, el vicepresidente de American Express, Francis F. Flagg, negó las afirmaciones de que la compañía construiría un edificio en un futuro cercano, con "tantas oficinas sin alquilar" en los alrededores.
El trabajo se reinició en 1916; los nuevos planes eran más baratos y costaban un millón de dólares. Los planes revisados, anunciados en febrero de 1916, exigían una estructura de 15 pisos que estaría ocupada en su totalidad por American Express. Es probable que la altura reducida cumpla con la Ley de Zonificación de 1916, que ordenó que se incluyan retranqueos en los edificios por encima de una altura obligatoria. En ese momento, las dos estructuras de piedra rojiza habían sido demolidas. Se desconoce cuándo se cambiaron los planes a las 21 historias actuales.
El nuevo edificio de oficinas en 65 Broadway se completó esencialmente en abril de 1917. American Express planeaba ocupar la mayor parte del espacio, excepto los seis pisos superiores, que serían arrendados. Para ese mes de octubre, todos excepto un piso del edificio American Express estaban ocupados. Como se dispuso originalmente, el sub-sótano (debajo del sótano de Trinity Place) contenía plantas de generación de energía. El primer piso contenía vestíbulos y el departamento de viajes, y el segundo piso contenía el Departamento de Relaciones Exteriores. El tercer piso albergaba un departamento de caja general; el cuarto incluía la fuerza de la oficina del tesorero y el departamento de tráfico financiero; el quinto tenía las oficinas de varios departamentos; los pisos sexto a undécimo eran para el departamento de contabilidad; y el piso 20 estaba destinado a las oficinas de los principales funcionarios. Al principio, los pisos 12 al 19 estaban desocupados, al igual que el 21. Después de la finalización de 65 Broadway, se convirtió en parte de "Express Row" en la parte baja de Broadway, una serie de empresas de correo expreso que ocupaban edificios en la sección más al sur de la calle. En la manzana de la ciudad donde se ubicaba el edificio, había una serie continua de estructuras de mampostería.

### Historia posterior
Poco después de la finalización de 65 Broadway, el gobierno de Estados Unidos. Obligó a la consolidación de todas las operaciones comerciales de correo expreso nacionales en una única agencia operada por el gobierno, la Railway Express Agency, como parte del esfuerzo de la Primera Guerra Mundial. American Express fue una de las únicas empresas de correo urgente que sobrevivieron a la fusión, conservando el 40% de sus acciones. En febrero de 1930, la división bancaria de American Express anunció planes para expandirse al primer piso del 65 Broadway. El departamento de viajes se reduciría, ocupando solo una pequeña parte del primer piso en lugar de todo el piso; la Agencia Ferroviaria Express, se trasladaría al Edificio Helmsley. En ese momento, The New York Times describió la medida como "otro paso en la desaparición de las antiguas compañías de expresos del distrito de Wall Street". El nuevo banco abrió ese mes de abril. La sucursal tendría $ 15 millones en depósitos, así como una amplia gama de servicios. J. y W. Seligman & Co. se trasladó a los tres pisos superiores del edificio en 1940, ocupando el espacio hasta 1974. Otros inquilinos de 65 Broadway incluyen Moody's Investors Service y National Investors Corporation. 
American Express anunció a principios de 1974 que se trasladaría al cercano 2 New York Plaza, un rascacielos que en ese entonces estaba prácticamente desocupado. La compañía planeaba vender 65 Broadway como parte de esta reubicación. El American Bureau of Shipping compró el edificio en 1977 y se mudó de una ubicación más pequeña en 45 Broad Street. Sin embargo, la Oficina solo planeaba ocupar los pisos 12 al 21 de 65 Broadway. Después de la compra de 65 Broadway, el edificio fue renovado hacia 1979. Las modificaciones incluyeron la instalación de una representación de bronce de un águila de cabeza blanca que luego fue izada a la parte superior del edificio. El costo de la adquisición de 65 Broadway por parte de la Oficina fue de 5 millones de dólares, incluido el costo de las renovaciones. Debido al aumento de los requisitos comerciales, la Oficina pronto superó el espacio en 65 Broadway y se mudó durante 1986.
Para 1994, después de que 65 propietarios de Broadway incumplieran con el pago de la hipoteca del edificio, Aetna había comprado el edificio. En ese momento, el número 65 de Broadway estaba ocupado por JJ Kenny, una subsidiaria de McGraw-Hill (ahora Standard y Poor's). El mismo año, McGraw-Hill invocó una cláusula que le permitía impugnar una oferta de un tercero para comprar el edificio y compró 65 Broadway. Posteriormente, Standard y Poor's cambió el nombre del edificio por sí mismo. Algún tiempo después, Chetrit Group de Joseph Chetrit y AM Property Group compraron 65 Broadway en una empresa conjunta. Chetrit compró la participación de propiedad de AM Property en 2014, a cambio de vender una participación en la propiedad de 80 y 90 Maiden Lane. En 2016, Chetrit contrató a RKF para arrendar el espacio de oficinas en 65 Broadway, y en 2019, Chetrit firmó un acuerdo de refinanciamiento que valoró el edificio en 152 millones de dólares.
La Comisión de Preservación de Monumentos Históricos de la Ciudad de Nueva York designó el edificio como un lugar emblemático oficial de la Ciudad de Nueva York el 12 de diciembre de 1995. En 2007, el edificio fue designado como propiedad que contribuye al Distrito Histórico de Wall Street, un distrito del Registro Nacional de Lugares Históricos.